# Mýdelník čínský
Mýdelník čínský (Sapindus mukorossi) je druh stromu z čeledi mýdelníkovité. Je to opadavý strom, který roste v podhůří a horách Himálaje v nadmořských výškách až 1200 m. Je také domovem v indických svazových státech Karnátaka, Maháráštra a Goa; stejně jako v Indočíně, jižní Číně, v Japonsku a na Tchaj-wanu. Je tolerantní k poměrně chudé půdě. Jeden strom může vyprodukovat 30 až 35 kg plodů ročně.

## Využití

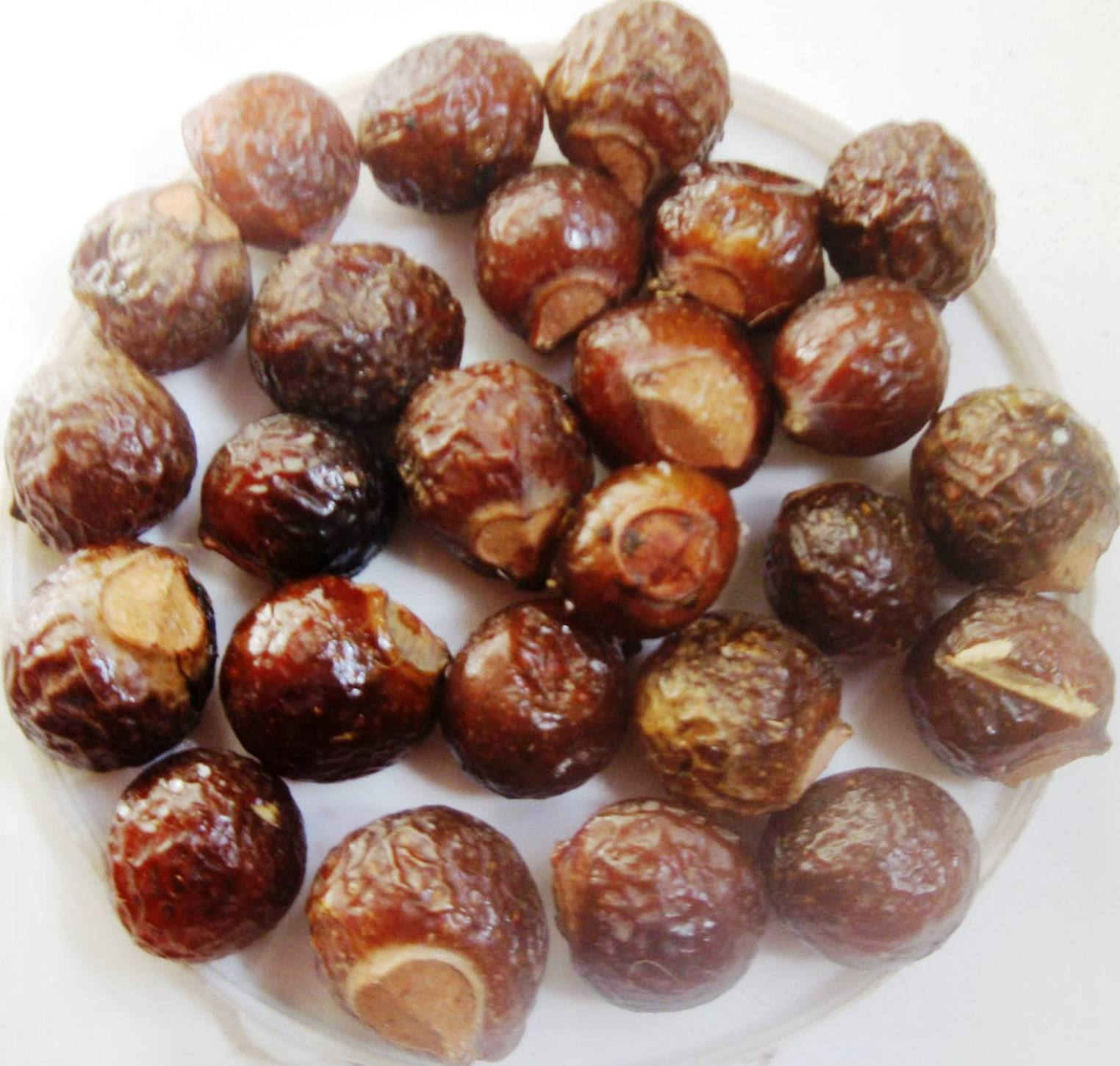
Plody mýdelníku čínského, tzv. mýdlové ořechy

Plody mýdelníku lze využít k mnoha farmakologickým a očistným účelům.
Mýdlový ořech obsahuje sloučeninu saponin, která má přirozené čistící vlastnosti, a proto bývá využíván jako čisticí prostředek na vlasy, pokožku i k praní oblečení. Takové praní bývá označováno jako ekologické, podle výsledků některých testů ale praní v mýdlových ořeších nepřináší lepší výsledky než praní v čisté vodě. Ořechy se navíc dovážejí z Indie, čímž vznikají značné nároky na přepravu.
Saponiny mohou být užitečné jako insekticidy, např. pro odstranění vší z pokožky hlavy.